# Aérotrain

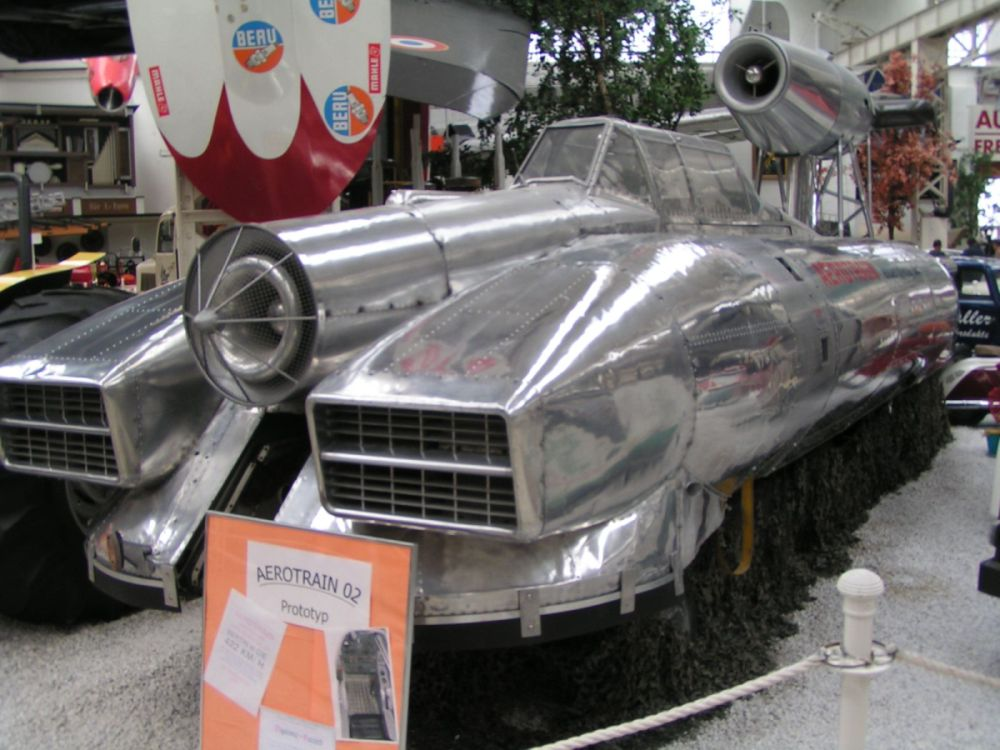
Aérotrain im Technik-Museum Speyer (Prototyp Aérotrain 02)

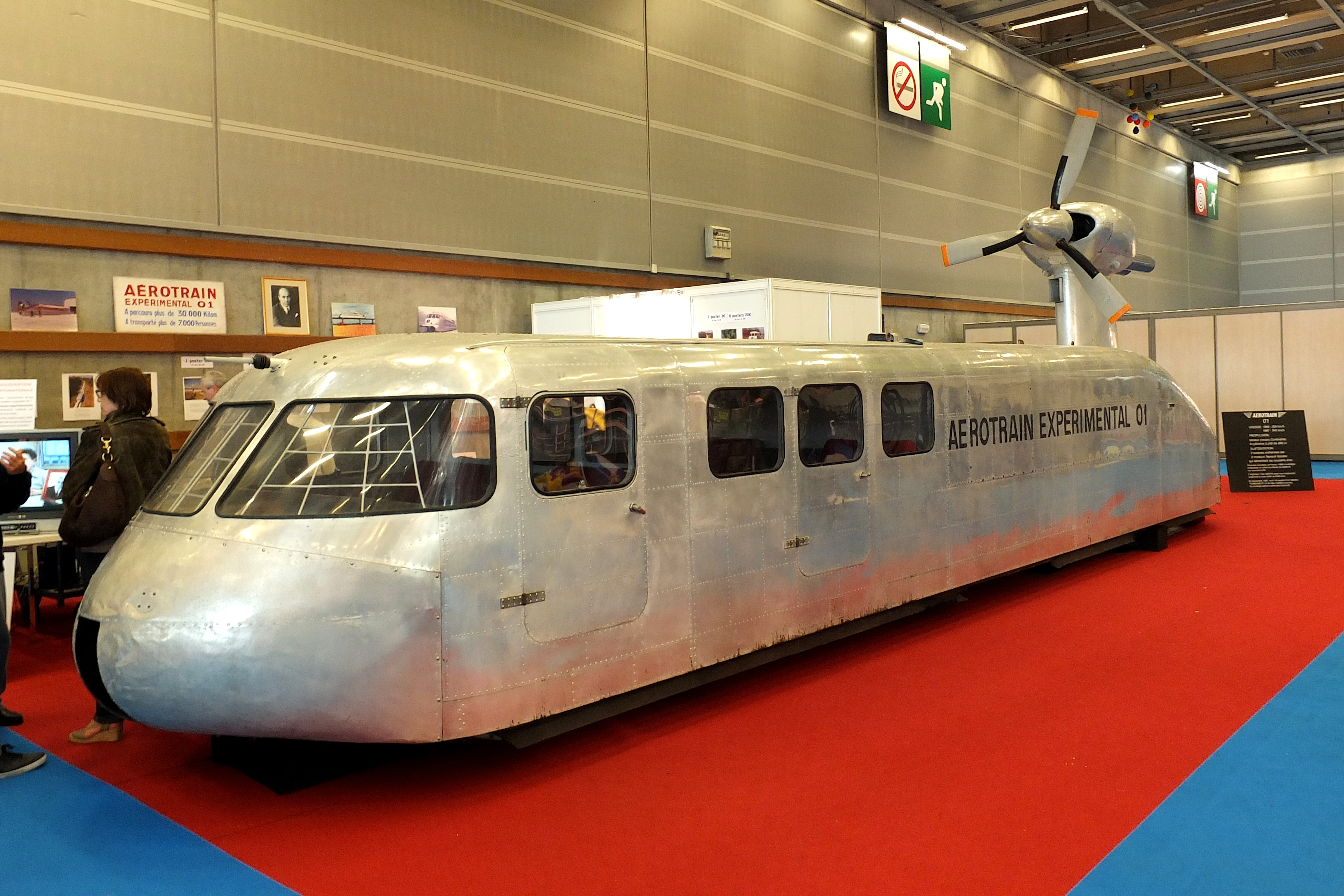
Prototyp Aérotrain 01

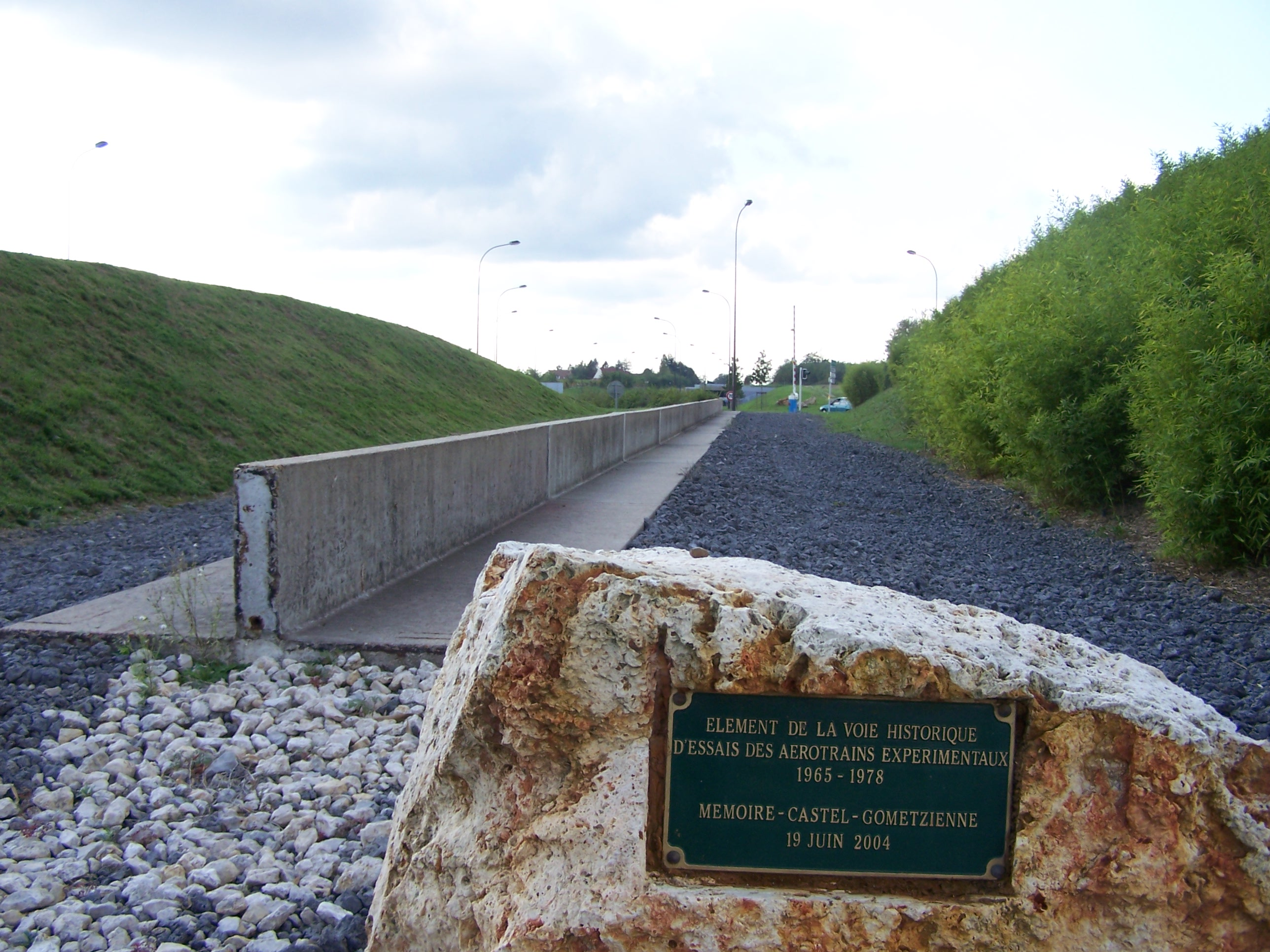
Ein Rest der Aérotrain-Versuchsstrecke mit Gedenkstein

Der Aérotrain war ein Konzept einer mit Strahltriebwerken angetriebenen Einschienen-Luftkissenschwebebahn, das in Frankreich von 1965 bis 1977 verfolgt wurde.

## Geschichte
Die Luftkissenfahrzeugtechnik nahm 1958 ihren Anfang; auch Jean Bertin, französischer Pionier auf diesem Gebiet, begann zu diesem Zeitpunkt mit seinen Arbeiten. Er gelangte schnell zum Konzept eines spurgeführten Luftkissenfahrzeugs und konstruierte von 1962 bis 1963 ein maßstabsgetreues Modell und einen 20 Meter langen Abschnitt einer möglichen Teststrecke. Daraufhin wurden ihm 1965 staatliche Subventionen zur Fortführung des Projekts gewährt.
Es entstanden zwei Teststrecken. Die erste, 6,7 km lange Strecke wurde zwischen Gometz-le-Châtel und Limours im Département Essonne gebaut. Die zweite Strecke war 18 km lang, verlief in gerader Linie als Teilstück der geplanten Strecke Paris–Orleans zwischen den Ortschaften Assas (Gemeinde Ruan) und Saran im Département Loiret und wurde 1969 fertiggestellt.
Der erste Prototyp, Aérotrain 01, stellte am 14. November 1967 auf der Strecke zwischen Gometz-le-Châtel und Limours einen Geschwindigkeitsrekord mit 345 km/h auf. 1969 gelang es mit dem Aérotrain 02 eine Geschwindigkeit von 411 km/h über eine Strecke von einem Kilometer zu halten. Zwischen Assas und Saran wurde am 5. März 1974 durch den Aérotrain I80 mit 430,2 km/h ein weiterer Rekord für Schienenfahrzeuge aufgestellt. Insgesamt wurden mehrere tausend Fahrten auf den beiden Strecken unternommen.
- Bahnhof Saran 47° 57′ 29,2″ N, 1° 53′ 33,4″ O
- Wartungsplattform Chevilly 48° 1′ 41,4″ N, 1° 53′ 2,8″ O
- Bahnhof Assas 48° 6′ 56,6″ N, 1° 54′ 14,4″ O
- Schienenstück in Gometz-le-Châtel 48° 40′ 21,4″ N, 2° 8′ 12,5″ O
- Denkmal in Gometz-la-Ville 48° 40′ 6,1″ N, 2° 7′ 6,3″ O

Die Aérotrain-Technik wurde letztlich, ebenso wie gleichzeitig verfolgte Konzepte für Hochgeschwindigkeitszüge mit Gasturbinenantrieb, zu Gunsten des TGV-Konzepts aufgegeben.

## Technik

### Fahrbahn

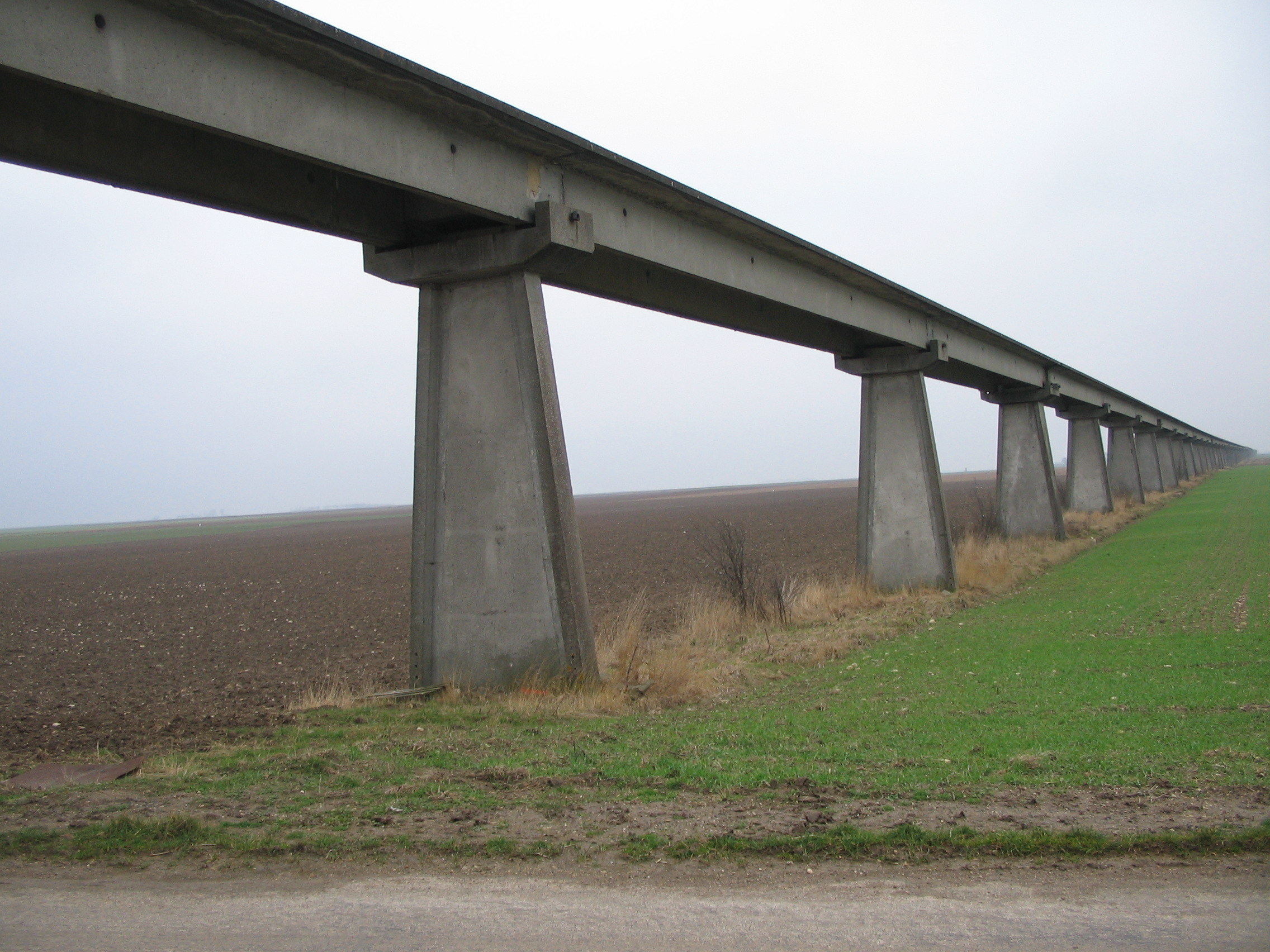
Versuchsstrecke bei Artenay, 2006

Beide Versuchsstrecken hatten ein umgekehrt T-förmiges Betonprofil mit Wendeplattformen an beiden Enden, da die Triebwagen nicht rückwärts fahren konnten. Die erste Versuchsstrecke zwischen Gometz-le-Châtel und Limours war ebenerdig ausgeführt. Die zweite Versuchsstrecke zwischen Assas in der Gemeinde Ruan und Saran war in fünf Metern Höhe über dem Boden aufgeständert. Auf halber Strecke in Chevilly befand sich die Wartungsplattform.
Zwischen dem Triebwagen und der Fahrbahn wurden zwei Luftkissen erzeugt: Eines, um den Zug zum Schweben zu bringen, und eines, welches die Mittelschiene umschloss und der Spurführung diente. Die Konstrukteure führten als Vorteil an, dass durch die Erzeugung von Luftkissen die Gewichtskraft der bis zu 22 t schweren Fahrzeuge auf eine große Fläche verteilt würde, während bei konventionellen Schienenfahrzeugen eine punktuelle Belastung am Radsatz auftrete. Während des gesamten Testbetriebs mussten die Strecken nach Angaben des Betreibers daher nie ausgebessert werden.

### Antrieb
Erste Versuchsantriebe liefen mit Propellern und Raketenmotoren, später durch ein dem Flugzeugbau entlehntes Strahltriebwerk. Nach der Ölkrise 1972 wurde geplant, das System mit einem Linearmotor zu betreiben, was jedoch nicht zum Zuge kam. Für den Einsatz des Linearmotors war geplant, die Führungsschiene aus Beton durch eine aus Stahl oder Aluminium zu ersetzen.
Anfang der 1970er wurde mit dem TRIDIM eine elektrisch angetriebene Variante vorgestellt und erprobt, die im Gegensatz zu den restlichen Versuchsträgern für den innerstädtischen Personennahverkehr vorgesehen war.

## Bedeutung und Ende
Der Aérotrain war eines der technischen Prestigeobjekte des Frankreichs der 1960er–1970er Jahre wie die aufstrebende Nukleartechnik, das Gezeitenkraftwerk Rance, die Concorde oder Schiffe wie die „France“.
Warum es über den Versuchsbetrieb hinaus nicht zur weiteren Verbreitung kam, kann teils mit technischen Nachteilen begründet werden. Dies waren vor allem der hohe spezifische Energieverbrauch, der durch die erste Ölkrise besonderes Gewicht bekam, und der hohe Lärmpegel. Weitere Probleme waren die schwierige Ausführung von Weichen-Konstruktionen und die Inkompatibilität zum herkömmlichen Schienennetz, wie es auch für die Magnetschwebebahn gilt. Daneben werden zudem Streitigkeiten zwischen der den Aérotrain fördernden Raumplanungsbehörde und der SNCF angeführt, die einen konventionellen Hochgeschwindigkeitszug, den TGV, bevorzugte.
Ein Vertrag vom 17. Mai 1974 über den Bau einer Strecke von Cergy nach La Defense wurde zwei Monate nach der Unterzeichnung durch den damals gerade neu gewählten französischen Präsidenten Valéry Giscard d’Estaing wieder annulliert. Die letzte Fahrt des Aérotrain I80 fand am 27. Dezember 1977 statt.
Die Versuchsanlage wurde nur teilweise abgerissen; die Trasse und die Plattformen der Bahnhöfe stehen weiterhin gut sichtbar in der Landschaft und zählen als Lost Place. Aus dem Zug von Paris nach Orléans kann man weite Teile der Strecke wenige Minuten vor Orléans in Fahrtrichtung links sehen. Im Jahr 2007 kam der Vorschlag auf, die Trasse als Befestigungsplattform für Solarzellen zu nutzen. Wegen des Baus der Autobahn A19 wurde 2 km nördlich von Chevilly ein 120 m langes Stück der Test-Trasse des Aérotrain urbain ganz abgerissen, wodurch die Trasse unterbrochen wurde.

## Trivia
Im Film Das Geheimnis der falschen Braut von 1969 wird in einer 3-sekündigen Filmsequenz suggeriert, dass Jean-Paul Belmondo auf seinem Weg von Lyon (über Paris und London?) zuerst mit dem Prototyp Aerotrain 01 (und dann mit Hovercraft und Flugzeug) unterwegs sei.